# Sharon la Hechicera
Sharon la Hechicera ―nom artístic d'Edith Rosario Bermeo Cisneros (Guayaquil, 28 de març de 1974 - San Pablo, 4 de gener de 2015) va ser una cantant, actriu i empresària equatoriana, coneguda per la seva carrera musical de tecnocumbia i per imposar l'estil de vestuari en els grups d'aquest gènere. Va ser actriu de telenovel·les, model, presentadora de televisió, productora musical, imatge de productes publicitaris, dissenyadora de llenceria, relacions públiques i una de les artistes més populars de l'Equador. Sharon va aconseguir internacionalitzar la seva carrera artística i va esdevenir una icona de la cultura popular equatoriana a través de gires musicals a nivell nacional i internacional. Entre els seus seguidors va comptar amb comunitats de fans equatorians que resideixen principalment a Espanya i altres països. Al llarg de la seva trajectòria va gravar cinc àlbums musicals.

## Primers anys i estudis
Sharon va néixer com Edith Rosario Bermeo Cisneros el 28 de març de 1974, en Guayaquil, Equador. Des de la seva infància va viure a la ciutat de Durán i la seva família la cridava Charo o Charito, i ella va afegir la lletra "n" al seu nom amb el qual es va fer cridar Sharon Bermeo, però el seu nom artístic va tenir més acollida quan va decidir cridar-se Sharon la Hechicera, en al·lusió a la seva sèrie favorita Hechizada.
Des dels vuit anys es va inclinar per la música, guanyant el primer lloc d'un festival interescolar amb la cançó de fox incaico Los Andes. També va ser seleccionada de l'equip de mini-bàsquet del Guayas com a jugadora titular del Club Sport Emelec. Sharon va estudiar en la Facultat de Comunicació Social de la Universitat de Guayaquil per a Llicenciada en Ciències de la Comunicació durant cinc anys mentre realitzava tota mena de treballs com a assistent de pàrvuls o venent Blat de moro.

## Música
Durant els seus estudis universitaris va estar idealitzant una carrera artística com Sharon la Hechicera, malgrat que la seva mamà evitava que li parli del tema, i amb els estalvis dels treballs que va realitzar va gravar el 1998 el seu primer disc denominat Corazón valiente. Primer es va iniciar com a cantant membre de l'orquestra Los Hechiceros, i més tard va continuar com a solista.
Sharon va ser una de les pioneres de la tecnocumbia i va imposar l'estil de la vestuari del gènere, utilitzant faldilles curtes i botes altes, fórmula que seria utilitzada per tots els grups de tecnocumbia a nivell nacional i internacional. En les seves produccions i presentacions artístiques sempre va mostrar una faceta sensual per poder cridar l'atenció del públic, la qual cosa li va servir de molt en la seva carrera artística.
En 2003 va llançar el disc Hechizo latino, gravat en Argentina, amb els temes de la telenovel·la la Hechicera, sota el segell discogràfic Leader Music. En 2005 va llançar el seu disc Ragga con La Hechicera, com la primera dona solista de reguetón al país, a més va crear i va dirigir el grup de tecnocumbia Leche y Chocolate. En 2010 va llançar el seu senzill Poco a poco. En 2012 va llançar el seu àlbum Corazón herido, amb dotze temes com a «Corazón herido», «Dolencias», «Sin esperanzas» i «Que nadie sepa mi sufrir».

## Televisió
Els seus inicis en la televisió van ser en Ecuavisa, on va participar en els dramatitzats de De la vida real i en TC Televisión on coanimó el programa No culpes a la playa. Va escriure i va protagonitzar en 2003 la telenovel·la de TC Televisión, la Hechicera, la qual va trencar rècord de sintonia al país, on va interpretar a Ziaré de Fátima, una noia que vol ser cantant i que tracta de buscar a un home que es lliure dels mals encanteris. Va ser part de l'elenc al costat de Bernie Paz, José Luis Terán, Marisela Gómez, Omar Taronger, Ricardo González i Aníbal Páez.
A l'abril de 2005 Sharon va conduir un programa en Ecuavisa anomenat Sharon y los especialistas, no obstant això va renunciar al mateix per qüestions de temps al setembre del mateix any, per la qual cosa el programa va passar a anomenar-se Los especialistas. Va compartir el programa amb Jimmy Michael i Medardo, i va interpretar el paper protagonista del sketch «Daura, la vulcanizadora», que era part de l'espai, on va actuar al costat de Lucho Aguirre, qui també va ser el director de l'espai.
En 2006 Sharon va aconseguir tenir un programa propi en TC Televisió, anomenat El sabatón de Sharon.
Va formar part de l'elenc de la segona temporada de la sèrie de Teleamazonas, Superespías, en 2007, al costat de Mosquito Mosquera, on va interpretar a l'agent Soyla. En 2008 va ser part de l'elenc del programa còmic El gabinete de TC Televisió.
Des del 2010 va ser la relacions públiques del llavors inaugurat Canela TV.
A la fi de 2012 va formar part del programa Detective de famosos de Canela TV. Mentre conduïa Detectius de famosos, a inicis de 2013, també va integrar el reálity conduït per Carolina Jayme, Baila la noche de Canal Uno, on va interpretar al personatge de la Diva amb el rol de jurat. Durant aquest any, va deixar el programa Detective de famosos pocs mesos després per formar part de Wena Onda de Canal Un, al costat de Tony Corral, el qual seria reemplaçament del programa concurso A toda maquina, per decisió del gerent general Jorge Kronfle, on va presentar música, obres socials i concursos.
La seva última aparició en televisió va ser al programa Calentando el show en 2014, transmès de dilluns a divendres per Canal Un, el qual va conduir al costat de Gustavo Navarro.

## Popularitat i premsa
Va ser triada com la dona més desitjada de l'Equador en els anys 2001 i 2002, per la revista Vistazo i el programa La Televisión d'Ecuavisa, mitjançant unes enquestes a nivell nacional realitzades per Cedatos. El 19 de gener de 2002, el diari El Universo va publicar un reportatge sobre els personatges que el mitjà considerava més volguts de l'Equador en aquella època, sent situada en el tercer lloc, després de l'expresident León Febres Be i el cantant Julio Jaramillo.
En 2002 va llançar la seva primera col·lecció de roba íntima, iniciant així la seva carrera com a empresària, i també va ser imatge de quatre calendaris amb rècords de vendes, els quals van anar Sharon La Temptació del Mil·lenni el 1999, Sharon Acaricia'm 2001, Sharon Fetillo Llatí 2003 i Hechicera 2005. Va ser la imatge principal publicitària de La Televisión durant la transmissió de la seva telenovel·la la Hechicera aconseguint els primers llocs de sintonia. Va ser editora de la columna de faràndula de diari PP El Veritable des de 2010, en una secció anomenada La Diva.

## Vida privada
Sharon va tenir una filla del seu primer compromís amb Eduardo Grey, a la qual va nomenar Samantha Grey a causa de la seva sèrie favorita Embruixada. Es va casar per primera vegada amb el seu segon compromís però es va separar als dos dies de casada.
En 2010 va conèixer a Giovanny López, un equatorià amb residència en Nova York, amb qui va mantenir des de llavors una relació sentimental i laboral en el maneig de la seva carrera artística. En 2012 van tenir un fill anomenat Bryan Giovanny.

## Defunció
Sharon la Hechicera havia complert amb diverses presentacions per les festes de cap d'any i en la matinada del 4 de gener de 2015 es trobava retornant a la seva llar.
Segons les versions dels seus familiars i de la policia, Sharon es trobava viatjant amb la seva parella Giovanny López i amb el seu fill de dos anys. Al voltant de la 1:15 de la mitjanit, en la localitat de San Pablo, Ruta del Spondylus, a l'altura del destacament de la Comissió de Trànsit de l'Equador, en la província de Santa Elena (Equador), Sharon va baixar del cotxe i va ser impactada per un altre vehicle.
L'ambulància del Cos de Bombers de Santa Elena va traslladar a Sharon a l'hospital Liborio Panchana (de Santa Elena), on ?malgrat els esforços dels metges que la van atendre? va morir a causa dels politraumatismes causats per l'accident de trànsit. Giovanni López va quedar detingut per a investigacions unes hores (fins a les 6 del matí).
Segons informes de la Policia Nacional, el vehicle que va atropellar a l'artista va ser trobat durant la tarda, i d'acord amb la Fiscalia General de l'Estat, es va trobar en el sector de Port Profund, prop de Guayaquil, mentre que el fiscal encarregat del cas, Patrici Sègol, va donar a conèixer que tres persones es trobaven en el vehicle i que hauran de declarar davant els fets. El Ministre de l'Interior José Serrano Salgado en declaracions va esmentar que el cas podria tractar-se de feminicidi i no d'un accident, i va indicar que la Direcció nacional de Morts Violentes de la Policia (Dinased) investiga el cas.

### Funeral
Al voltant de les 20:00 hores del 4 de gener de 2015, el cos de Sharon va ser traslladat a Guayaquil, i després de ser vestida i maquillada pels seus familiars i amics, va començar a ser vetllada al centre del Coliseu Voltaire Paladines Polo al voltant de les 23:00, per petició dels productors de TC Televisió i concedit pel Governador del Guayas, Rolando Panchana, amb l'assistència de més de mil persones seguidores de la cantant i amics de la faràndula com la presentadora de televisió Carolina Jayme, la cantant i exasambleísta Silvana i el seu espòs, el músic Gustavo Pacheco, l'actriu Mercedes Payne i el dissenyador Nino Touma, entre d'altres a més de la seva filla Samantha al costat del seu pare i exparella de Sharon, Eduardo Grey.

### Feminicidi
L'advocat Héctor Vanegas, defensor de Samantha Grey, filla de Sharon, va sostenir que amb el resultat de l'examen d'alcoholèmia practicat per elements de criminalística a la morta cantant Sharon, es confirma que el cas ha de ser investigat per feminicidi. El jutge de Garanties Penals de Salines va acollir el dictamen acusatori emès per la Fiscalia i va cridar a judici a Geovanny L., pel delicte de feminicidi en el grau de temptativa, en el procés judicial. Héctor Vanegas, va assenyalar en aquest moment que "el fiscal està acusant al senyor Geovanny L. com a autor del delicte". Finalment, el fiscal Jorge Torres va explicar: "He acusat per feminicidi en el grau de temptativa". Es va conèixer que els advocats de Geovanny L. van demanar el sobreseïment i la llibertat del seu defensat, però això no va ser acceptat pel Tribunal. En finalitzar l'audiència, l'advocat de la família de l'artista morta va manifestar que presentarà una apel·lació perquè el detingut Geovanny L. sigui anomenat a judici pel delicte de feminicidi i no per temptativa d'aquest delicte.

## Discografia
Àlbums
- Corazón valiente (1998).
- Mi confesión
- Acaríciame
- El Show de Sharon y sus artistas (Àlbum recopilatori presentant als grups que manejava com a Leche y Chocolate, La Farra, entre d'altres)
- Poco a poco (2010).
- Ragga con La Hechicera (2005).
- Corazón herido (2012).
  - «Corazón herido»
  - «Dolencias»
  - «Sin esperanzas»
  - «Que nadie sepa mi sufrir»

## Filmografia
Televisió
- De la vida real (varis).
- No culpes a la playa (coanimadora).
- La hechicera (2003, va protagonitzar a Ziaré de Fátima).
- Sharon y los especialistas (2005, presentadora).
- El sabatón de Sharon (2006, animadora).
- Superespías (2007, segunda temporada).
- El gabinete (2008).
- Detectives de famosos (2013, presentadora).
- Baila la noche (2013, jutge "La Diva").
- Wena Onda (2013, animadora).
- Calentando el show (2014, conductora).